# Eosentomon zelandicum
Eosentomon zelandicum – gatunek pierwogonka z rzędu Eosentomata i rodziny Eosentomidae.

## Taksonomia
Gatunek ten opisany został w 1986 roku przez Sørena Ludviga Tuxena w 9 tomie "Fauna of New Zealand". 

## Opis
Długość wyciągniętego ciała 870 μm (0,87 mm). Długość przedniej stopy mierzonej bez pazurka 80 μm. Narządy gębowe typu eosentomidalnego. Żuwaczki zakończone trzema małymi ząbkami. Szczecinki labrum obecne. Apodemy nadustka z dobrze rozwiniętym połączeniem przednim. Pseudooczka owalne z dwoma "kiełkami" pośrodku. Przednie stopy ze wszystkimi sensillae. Empodium przednich stóp długości 0,9 pazurka. Pazurek mały. Empodium stóp środkowych i tylnych długości poniżej 1/5 pazurka. Kolce stóp tylnych wyraźne. Chetotaksja odwłoka tego gatunku wyróżnia się spośród innych nowozelandzkich korczyków (Eosentomon sp.) tym, że sterna odwłokowe IX i X mają po 4 szczecinki, tergum VII ma 4 przednie, terga XI i X mają po 8 wszystkich, na terga II i III brak jest szczecinki p4′, zaś na tergum VII szczecinka p1′ umieszczona jest na tylnej krawędzi. Łuska genitalna (squama genitalis) z wyrostkiem caput processus kształtem przypominającym kaczą głowę, zakrzywionym naprzeciw linii środkowej, wyrostkiem corpus processus z wielkim wcięciem, stylus długim i spiczastym, a wyrostkiem filum processus długim.
|         | I                                | II, III                           | IV                                | V, VI                            | VII                              | VIII                            | IX, X             | XI                | telson             |
| ------- | -------------------------------- | --------------------------------- | --------------------------------- | -------------------------------- | -------------------------------- | ------------------------------- | ----------------- | ----------------- | ------------------ |
| terga:  | {\displaystyle {\tfrac {4}{10}}} | {\displaystyle {\tfrac {10}{14}}} | {\displaystyle {\tfrac {10}{16}}} | {\displaystyle {\tfrac {8}{16}}} | {\displaystyle {\tfrac {4}{16}}} | {\displaystyle {\tfrac {6}{9}}} | {\displaystyle 8} | {\displaystyle 8} | {\displaystyle 9}  |
| sterna: | {\displaystyle {\tfrac {4}{4}}}  | {\displaystyle {\tfrac {6}{4}}}   | {\displaystyle {\tfrac {6}{10}}}  | {\displaystyle {\tfrac {6}{10}}} | {\displaystyle {\tfrac {6}{10}}} | {\displaystyle 7}               | {\displaystyle 4} | {\displaystyle 8} | {\displaystyle 12} |

## Występowanie
Gatunek ten jest endemitem Nowej Zelandii.